# Barcelona 92 (historieta)
Barcelona 92 es una historieta de 1991 del dibujante de cómics español Francisco Ibáñez perteneciente a la serie Mortadelo y Filemón. 

## Trayectoria editorial
La historieta se serializó en la revista Súper Mortadelo en 1991, después de que esta hubiera cambiado de formato y ampliado su tamaño. En formato álbum se publicó en el n.º 41 de la colección "Magos del Humor". Además inauguró la etapa de transición de la Colección Olé, de tamaño pequeño, pero con portadas brillantes, antes de que esta colección cambiara por otra de mayor tamaño. En la colección Olé actual se encuentra en el n.º 76.

## Sinopsis
Dentro de poco van a comenzar en la ciudad los juegos olímpicos (Barcelona 92). Se sospecha que los terroristas de la T.E.T.A. (Terroristas Euro Trans Atlánticos) van a actuar en los juegos. Mortadelo y Filemón tendrán que evitar cualquier acción de la T.E.T.A.

## Gags y curiosidades
Ibáñez elaboró el guion introduciendo referencias a personajes de la actualidad del momento. como en una de las viñetas donde se observa que, mientras Felipe González, Jordi Pujol, Pasqual Maragall y Narcís Serra se peleaban por conseguir el sitio en el palco de honor del estadio olímpico, José María Aznar se llevaba todos los golpes. En otra escena se puede observar al propio Ibáñez se autorretrató como una celebridad acosado por los periodistas a su entrada al estadio.
En este tebeo el autor caricaturiza a algunos políticos españoles, en concreto el presidente del Gobierno del momento, Felipe González, el vicepresidente Narcís Serra, el presidente de la Generalidad de Cataluña Jordi Pujol, el alcalde de Barcelona Pasqual Maragall, el líder de la oposición José María Aznar y el líder del CDS Adolfo Suárez.
Destaca el comienzo del cómic, con el español Juan Antonio Samaranch, Presidente del Comité Olímpico Internacional, anunciando la designación de Barcelona como ciudad olímpica... todo ello pasado por el humor de Ibáñez.
Poco antes de la inauguración, el presidente Bush pregunta a Mortadelo, en inglés, por el baño. Mortadelo responde diciéndole la hora, y Bush se va diciendo imprecaciones. Mortadelo se da cuenta de que es alguien conocido, pero no logra saber quién. Bush lo intenta de nuevo con una persona que cecea (éste responde a Bush que él es de Sevilla). Este individuo va haciendo grupo con François Mitterand, Helmut Kohl e Ibáñez. Al lado se puede ver a Popeye y a un pitufo.
Mitterand dice "J'ai perdu ma plume dans le jardin du...", mientras que Kohl comenta "Der Verkaufs Preiz enthält die gesetz Liche Merhwertsteuer". Son frases totalmente triviales, la primera quiere decir: "He perdido mi pluma en el jardín del...", y la de Kohl significa "Los precios de venta incluyen el IVA adicional de la Ley". Ibáñez responde "¡Ah, sí, sí, completamente de acuerdo, tío!". Mitterand pronunció la misma frase en la Asamblea General de las Naciones Unidas, en El cacao espacial.
En la gradas aparece el papa Juan Pablo II, llevando una mitra, y el espectador que hay detrás de él le pregunta si no podía haberse puesto boina, indicando que no le deja ver. También aparece el entonces Ministro de Hacienda, Carlos Solchaga. Por otro lado, Filemón se estrella contra el presidente de la Unión Soviética Mijail Gorbachov, si bien es cierto que en 1992 la URSS ya se había disuelto y el presidente ruso era Yeltsin.
Ibáñez parodia algunos elementos de la olimpiada de Barcelona. Es el caso de las goteras del Estadio Olímpico o los atascos de la ciudad. Destaca la representación de monumentos como la Sagrada Familia, la Pedrera o la Estatua de Colón.

## Valoración
El crítico Fernando Javier de la Cruz Pérez afirma que esta historieta es la mejor de las realizadas tomando como base la crítica social del momento. Afirma también que cuidó mucho los personajes y los escenarios, esto último posiblemente por ser su ciudad natal.